# Smolenskaja (metrostation Moskou, Filjovskaja-lijn)
Smolenskaja (Russisch: Смоленская) is een station op de Filjovskaja-lijn van de Moskouse metro. Het station is op 15 mei 1935 geopend als eindstation van de westelijke tak van de eerste metrolijn in Moskou. Op 20 maart 1937 werd deze tak doorgetrokken naar Kievskaja. Op 13 maart 1938 werd het station onderdeel van de Arbatsko-Pokrovskaja-lijn (lijn 3) toen de westtak werd gekoppeld aan een geboorde tunnel tussen de Manege en Koerskaja. Op 5 april 1953 werd het station gesloten toen de geboorde tunnel verder naar het westen was doorgetrokken. Het gelijknamige station aan de Arbatsko-Pokrovskaja is niet verbonden met het station aan de voormalige westtak. In 1958 werd de voormalige westtak heropend en vormde samen met het bovengrondse traject ten westen van Kievskaja de Filovskaja-lijn. Naar verwachting wordt in 2020 lijn 8 voltooid en zullen de beide Smolenskajas via het nieuwe station Ploesjziga deel gaan uitmaken van hetzelfde metrocomplex. 